# Spiru Haret

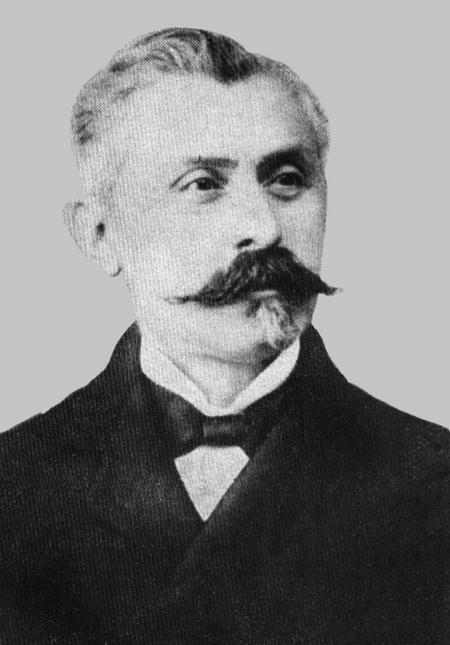
Spiru Haret

Spiru Haret (* 15. Februar 1851 in Iași; † 17. Dezember 1912 in Bukarest) war ein rumänischer Mathematiker und Bildungsminister.

## Leben
Haret war armenischer Abstammung. Er studierte ab 1869 Physik und Mathematik an der Universität Bukarest mit dem Abschluss 1874, unterbrochen von einem Jahr, in dem er als Lehrer arbeitete. Danach setzte er sein Studium an der Sorbonne fort und promovierte 1878 (Sur l’invariabilité des grandes axes des orbites planétaires, Über die Unveränderlichkeit der großen Achsen der Planetenbahnen). Im selben Jahr kehrte er nach Bukarest zurück und wurde an der dortigen Universität Professor für Mechanik. Dort wandte er sich von der Forschung ab und der Reform des Erziehungssystems zu. Von 1897 bis 1899, von 1901 bis 1904 und von 1907 bis 1910 war er Bildungsminister. Er behielt seine Professur (und eine zusätzliche Professur an einer Ingenieursschule) bis 1910.
In seiner Dissertation zeigte er, dass die großen Achsen der Planetenbahnen im Sonnensystem in dritter Ordnung Störungstheorie (bezüglich der Störung durch die anderen Planeten) nicht stabil sind. Joseph-Louis Lagrange und Pierre-Simon Laplace hatten zuvor Stabilität in 1. Ordnung Störungstheorie und Siméon Denis Poisson in 2. Ordnung gezeigt. Das Ergebnis regte Henri Poincaré zu seinen eigenen Untersuchungen über die Stabilität des Sonnensystems an.
Er gründete das Astronomische Observatorium in Bukarest.
1911 veröffentlichte er ein Buch über die Anwendung der Mathematik auf soziale Fragen (Mecanique sociale).
Eine private Universität mit Sitz in Bukarest und der Mondkrater Haret sind nach ihm benannt.